# Тролі 2: Світове турне
Тролі 2: Світове турне — анімаційний фільм, створений студією DreamWorks Animation, вийшов у прокат 13 квітня 2020 року під керунком Universal Studios. Є продовженням анімаційного фільму «Тролі» 2016 року. Через пандемію коронавірусної хвороби в більшості країн вийшов винятково у вигляді онлайн-прокату на різних платформах.
Дигітальна прем'єра відбулася 10 квітня 2020-го. Режисер — Волт Дорн; продюсер — Джина Шей
Третій фільм, Тролі 3: Знову разом, вийшов на екрани 17 листопада 2023 року.

## Зміст
Незвичайні пригоди музичних племен тролів. Тут звучатимуть фанк, кантрі, техно, класика, поп та рок.

## Озвучували
- Джей Бальвін — Тресілло
- Мері Джей Блайдж — королева Квітесенція
- Рейчел Блум — королева Барб
- Флула Борг — Дікорі
- Зоуї Дешанель — Бріджит
- Естер Дін — Легслі
- Волт Дорн — Смідж, Клод Гай і король Пепі
- Джеймі Дорнан — Чаз
- Густаво Дудамель — Трольцарт
- Шарлін І — маленька флейта
- Icona Pop — Сатін і Щеніль
- Анна Кендрік — королева Мачок
- Келлі Кларксон — Дельта Давн
- Джордж Клінтон — король Квінсі
- Джеймс Корден — Величко
- Марселла Ленц-Поуп — Керол
- Крістофер Мінц-Плассе — король Грістл-молодший
- Оззі Осборн — Треш
- Андерсон Паак — принц Ді
- Ентоні Рамос — король Тролекс
- Red Velvet — K-Поп гангстери
- Кевін Майкл Річардсон — Містер Дінклз, Гаркун Піт і Сід Фрет
- Сем Роквелл — Гікорі
- Бетсі Содаро — Кламперс Баттонвілл
- Каран Соні — Ріфф
- Джастін Тімберлейк — Пагін
- Кенан Томпсон — Діамантик
- Рон Фуншс — Купер